# Banon (queso)

Zona de producción del queso Banon

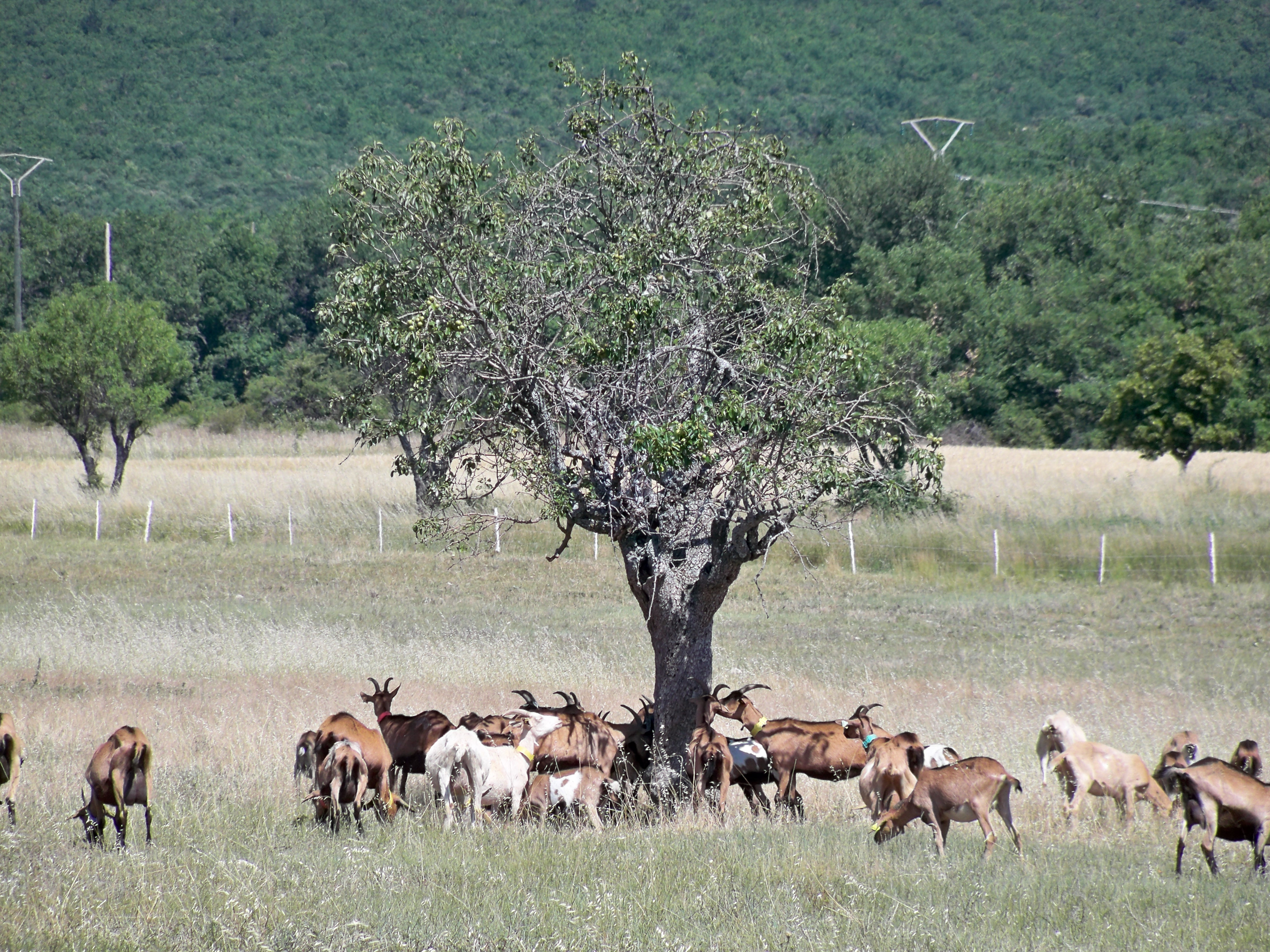
Rebaño de cabras en Simiane-la-Rotonde

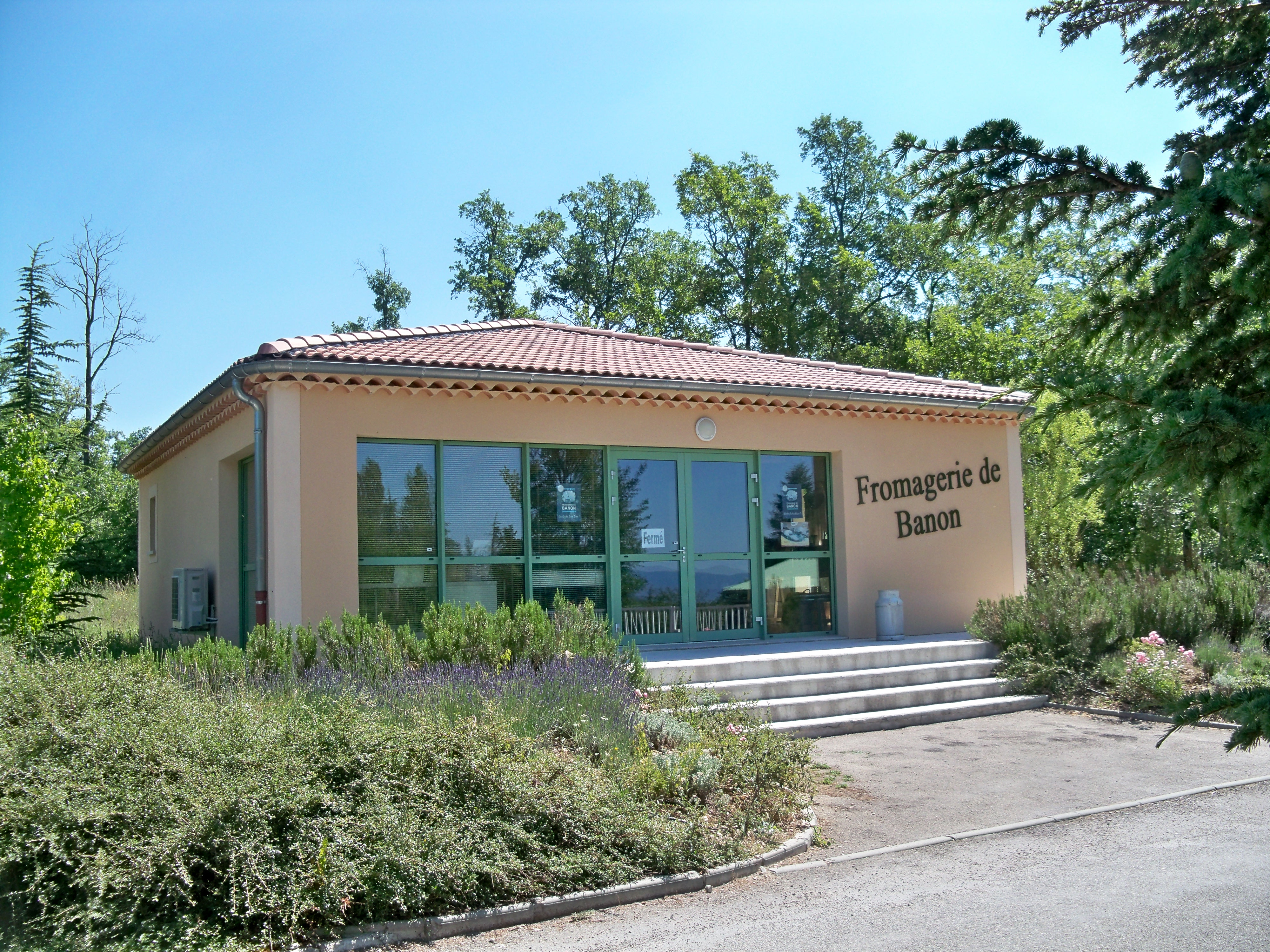
Quesería en Banon

Banon es un queso francés que se produce en la región alrededor de la ciudad de Banon en la Provenza.
También conocido como Banon à la feuille, es un queso pasteurizado hecho de leche de cabra y es de forma circular, alrededor de 6 cm de diámetro y 3-4 cm de altura, y un peso de alrededor de 100 g. Este peculiar queso crudo y sin prensar consta de una fina pasta blanca y suave que se envuelve en hojas de castaño marrones (por ser las que tienen menos contenido en taninos) y seguidamente se ata con rafia.
La especialidad provenzal fromage fort du Mont Ventoux se realiza colocando de un joven banon en una jarra de loza. El queso, a continuación, se sazona con sal y pimienta, se empapa en vinagre y eau-de-vie y se deja en un lugar fresco y seco para que fermente. La mezcla durará varios años aumentando su sabor pungente con el tiempo.

## Historia
Estos pequeños quesos de cabra se han hecho en las secas colinas de la Provenza desde la época romana. Tal y como se comercializa hoy en día, el queso se hizo por primera vez por una pareja en el pueblo de Puimichel cerca de la ciudad de Banon en el departamento de Alpes-de-Haute-Provence.

## Fabricación
El periodo de maduración (affinage) dura dos semanas, después de lo cual se sumerge en eau de vie y se envuelve en hojas de castaño que han sido ablandadas y esterilizadas en una mezcla de agua y vinagre en ebullición. Los mejores quesos se obtienen entre la primavera y el otoño.
El queso Banon obtuvo la etiqueta de Appellation d'origine contrôlée (AOC) en 2003.